# Katyayana (Bouddhisme)
Ne doit pas être confondu avec le grammairien indien Kātyāyana.
Katyayana, appelé aussi Mahakatyayana et Mahakaccana en pali, est un disciple de Gautama Bouddha, devenu un de ses principaux disciples et un arhat. L'histoire lui attribue deux textes incorporés au canon pali : le Nettippakarana et le Petakopadesa.
Dans le Sūtra de Vimalakīrti, ce dernier lui enjoint de ne pas dire des phénomènes qu’ils apparaissent ou disparaissent, ni qu’ils produisent telle ou telle caractéristique, rappelant ainsi au sens du mahāyāna la signification de la vacance radicale des phénomènes.
Dans le Sūtra du Lotus, il est prophétisé qu'il deviendra un bouddha sous le nom de Jāmbūnadaprabhāsa[réf. souhaitée].